# Хохловский переулок
Хохло́вский переулок — переулок в центре Москвы в Басманном районе между улицей Забелина и Хохловской площадью.

## Происхождение названия
Юго-западная часть переулка в первой половине XVII века называлась Владимирская, или Садовническая улица, что было связано с её расположением в местности Сады, или Старые Сады, по которым назван соседний Старосадский переулок, и близостью церкви Князя Владимира, что в Старых Садах. С XVII века употребляется название Хохловский переулок по местности Хохлы, или Хохловка, в которой селились черкасские казаки; возникновение этого названия, по-видимому, связано с близостью к Маросейке, где в то время находилось Малороссийское подворье.

## Описание
Хохловский переулок начинается от перекрёстка улицы Забелина и Малого Ивановского переулка, проходит на северо-восток, слева от него отходит Колпачный переулок, затем направо — Подкопаевский, после чего переулок поворачивает на север, доходит до церкви Троицы Живоначальной в Хохлах, вновь поворачивает на северо-восток и выходит на Бульварное кольцо между Хохловской площадью и Покровским бульваром.
На пересечении Хохловского и Колпачного переулков до сих пор сохранился крутой левый берег реки Рачка.

## Примечательные здания и сооружения
По нечётной стороне:
- № 3, стр. 1 — Доходный дом (в основе палаты, 1757, 1791; 1820-е, 1903, арх. Б. Н. Шнауберт), выявленный объект культурного наследия[1]. В настоящее время в доме размещается Диспетчерская № 1 Басманный, ЦАО;
- № 3/1-3, стр. 1 — Городская усадьба Бобковых. Жилой дом — административное здание (1-я пол. XIX в., 2-я пол. XIX в., 1970-е гг., нач. 1990-х гг.), объект культурного наследия регионального значения[1].
- № 5/14, стр. 1 (Колпачный пер., д.14/5) Городская усадьба Венедиктовых — Шнаубертов — Б. Ш. Моносзона (1-я пол. XVIII в. — нач. XX в., архитектор С. С. Эйбушитц), объект культурного наследия регионального значения[1].
- № 7-9, стр. 1 — Жилой дом служителей Московского архива Коллегии Иностранных дел (1808, архитектор Ф. К. Соколов), объект культурного наследия регионального значения[1].
- № 7-9, стр. 2 — Палаты дьяка Украинцева, объединённый памятник культурного наследия вместе с Нотопечатней Юргенсона (стр. 2Б)[2]. В 2010 году была утверждена территория памятника, однако уже в 2020 правительство Москвы утвердило предмет охраны, включив в него только половину Г-образного строения, а статус второй половины понизили с федерального памятника на региональный[3]. В 2021 году стало известно, что компания ABDevelopment получила от Мосгорнаследия и Москомархитектуры разрешение на строительство комплекса коммерческой недвижимости на территории палат Украинцева, площадь новостроек составит 10 тыс. м². Ради этого планируют снести часть нотопечатни и шато Юргенсона работы архитектора Виктора Величкина, а также реорганизовать и застроить Даниловскую аллейку. Градозащитники и горожане называют этот проект уничтожением Ивановской горки и таким агрессивным вторжением в историческую застройку, «на которое не решился даже Лужков»[4][5].
- № 7-9, стр. 2Б — Нотопечатня П. И. Юргенсона (1895, архитектор И. А. Клименко), ценный градоформирующий объект[1].
- № 7-9, стр. 3 — Директорский дом Московского архива Коллегии Иностранных дел (1802, архитектор Ф. К. Соколов), объект культурного наследия регионального значения[1].
- № 7-9, стр. 5 — Хозяйственное строение типографии (1930; 1969)[1].
- № 11, стр. 1 — Жилой дом государственного паевого товарищества «Химстрой» (1930 г.), ценный градоформирующий объект[1].
- № 11, стр. 2 — Хозяйственное строение городской усадьбы А. М. Похвиснева — И. В. Четверикова — Ф. Л. Кнопа (1810—1818 гг., 1883 г., 1964 г.)[1].
- № 11, стр. 3 — Административное здание (2000 г.)[1]. Журналы «Коммерческий вестник», «Коммерческий шпионаж»;
- № 13, стр. 1, 2 — Городская усадьба И. В. Четверикова — доходное владение М. Г. Кувшинова (1899, архитектор Ф. Ф. Воскресенский), ценный градоформирующий объект[1]. Сейчас — ФБУ Российский федеральный центр судебной экспертизы при Министерстве Юстиции Российской Федерации;
- № 15 — Жилой дом (1930-е гг., 1976 г.)[1].
- № 17/4 — Доходное владение Е. Г. Оловяшниковой.
  - № 17/4, стр. 1 — Доходный дом (1913, архитектор С. Ф. Воскресенский), ценный градоформирующий объект[1]. Ныне принадлежит УпДК).
  - № 17/4, стр. 3 — Складское помещение (1901, архитектор Д. Е. Виноградов; 1990-е), ценный градоформирующий объект[1]. В настоящий момент в доме 4/17, строение 5 размещается редакция журнала «Русский язык в школе».
  - № 17/4, стр. 4Б — Складское помещение — административное здание (1864 г., нач. XX в., 1980—1990 гг.)
- № 17/4, стр. 5 — Жилой флигель (1838 г., 1870—1880 гг.)[1].
- № 17/4, стр. 6 — Жилой дом (1955)[1].
- № 17/4, стр. 7 — Доходный дом В. П. Молчанова — жилой дом (1845 г., 1984 г., 1990-е гг.), ценный градоформирующий объект[1].

По чётной стороне:
- № 2/6 (Подкопаевский пер., д. 6/2, стр. 1) — Главный дом усадьбы М. В. Челнокова, 1837, 1856 (выявленный объект культурного наследия)[1][6]
- № 4, 6/2 — Городская усадьба Л. Мамыкина — М. В. Челнокова (перв. пол. XIX в., 1885 г., 1990-е, реконструкция арх. О. Г. Палей), ценный градоформирующий объект[1].
  - № 6/2, стр. 1 — Главный дом городской усадьбы (1837 г., 1856), выявленный объект культурного наследия[1].
  - № 6/2, стр. 2 — Флигель — административное здание (1856 г., 1896 г., перв. пол. 1990-х гг.), ценный градоформирующий объект[1].
- № 10 — Городская усадьба Е. А. Лобановой-Ростовской — владение Межевой канцелярии.
  - № 10, стр. 1  памятник архитектуры (региональный) — Главный дом городской усадьбы (в основе палаты XVII в.; 1846, архитектор Е. Д. Тюрин; 1885, архитектор А.С. Каминский), объект культурного наследия регионального значения[7].  Городская усадьба принадлежала разным дворянским родам, включая Сытиных, Шереметевых и Лобановых-Ростовских. В 1802 году выкуплена государством для размещения Московской Межевой канцелярии[8]. Сохранился также сад канцелярии (с 1932 года — публичный парк), выходящий на Покровский бульвар. В июне 2014 года в результате сильного пожара частично обрушились кровля и верхнее перекрытие здания. В сентябре 2017 года приказом Департамента культурного наследия города Москвы главный дом усадьбы (стр. 1) внесен в единый государственный реестр объектов культурного наследия (памятников истории и культуры) народов Российской Федерации в качестве объекта культурного наследия регионального значения (памятника), утверждены границы его территории и предмета охраны[7], в октябре утверждено охранное обязательство собственника или иного законного владельца ОКН[9]. В декабре 2017 года, по сообщению пресс-службы столичного департамента по конкурентной политике, главный дом, где располагалась Московская межевая канцелярия, выставлен на аукцион с льготной ставкой аренды и обязательным условием реставрации[10]. Победитель аукциона — ООО «КФС-групп»[11].
  - № 10, стр. 4 — Флигель — административное здание (1996 г.)
  - № 10, стр. 5 — Жилой дом — административное здание (кон. 1990-х гг.).
  - № 10, стр. 6 — Флигель — административное здание (2-я пол. XVIII в., 1780-е гг., 1930-е гг., кон. 1990-х гг.), ценный градоформирующий объект[1]. В нём располагается знаменитая, особенно в советские времена «Литературная газета» и Психологический центр «Квартет».
- № 10, стр. 7 — Жилой дом (1966)[1].
- № 14, стр. 5 — Церковь Троицы Живоначальной в Хохлах (1696), объект культурного наследия федерального значения[1].
- № 14, стр. 2 — Доходный дом церкви Троицы Живоначальной в Хохлах с квартирами причта (1912, архитектор С. М. Ильинский), ценный градоформирующий объект[1].
- № 18, строение 1 — СФ Интерстрой.
- № 20/6 — Доходное владение Медынцевых.
  - № 20/6 , стр. 1 — Доходный дом (1867, архитектор В. Н. Карнеев), ценный градоформирующий объект[1].
  - № 20/6 , стр. 2 — Доходный дом (1878, архитектор Д. И. Певницкий), ценный градоформирующий объект[1].

- № 1. Церковь святого Владимира.
- № 2/6, усадьба М. В. Челнокова.
- № 3. Доходный дом (1900-е).
- № 11.
- № 12. Церковь Троицы Живоначальной в Хохлах.
- № 13, стр. 1. Городская усадьба И. В. Четверикова.
- № 5/14, стр. 1. Городская усадьба Венедиктовых — Шнаубертов — Б. Ш. Моносзона.

## Транспорт
- м. Китай-город (южный вход) — пешком;
- м. Чистые пруды, м. Тургеневская, м. Сретенский бульвар — на любом трамвае 2 остановки (до Покровских ворот), далее вперёд — через Покровку — пешком.

## В культуре
Переулок можно увидеть в ряде фильмов. В частности, здесь снималась автомобильная погоня в фильме «Брат 2».